# Бон (округ)
Бон (фр. Beaune) — округ (фр. Arrondissement) во Франции, один из округов в регионе Бургундия. Департамент округа — Кот-д’Ор. Супрефектура — Бон.
Население округа на 2006 год составляло 94 120 человек. Плотность населения составляет 44 чел./км². Площадь округа составляет всего 2118 км².